# إسماعيل أحمد الوزير
إسماعيل أحمد الوزير سياسي ومسؤول يمني سابق ولد في عام 1943 من محافظة صنعاء.

## المؤهلات العلمية
بكالوريوس حقوق جامعة دمشق.

## المناصب التي تقلدها
1. رئيس لجنة صياغة الدستور 2014.
2. وزير العدل 1997-2001.
3. رئيس مجلس إدارة المركز اليمني للتوفيق والتحكيم 1997 - 2004.
4. المستشار القانوني لرئيس الجمهورية 1994 - 1997.
5. وزير الشؤون القانونية 1990 - 1993.
6. وزير الشؤون القانونية وشئون مجلس الشورى من 1988 - 1990.
7. رئيس الاتحاد الحقوقيين اليمنيين.
8. وزير الخدمة المدنية والإصلاح الإداري من 1980 - 1988.
9. عضو مجلس الشعب التأسيسي والمستشار القانوني للمجلس 1978 - 1988.
10. وزير العدل من 1978 - 1980.
11. النائب العام للجمهورية العربية اليمنية 1977 - 1979.
12. عضو المحكمة العليا 1976 - 1977.
13. عضو اللجنة الدستورية المشتركة بين الشطرين 1972 - 1981.
14. عضو اللجنة العليا للاستفتاء على الدستور.